# Nieden

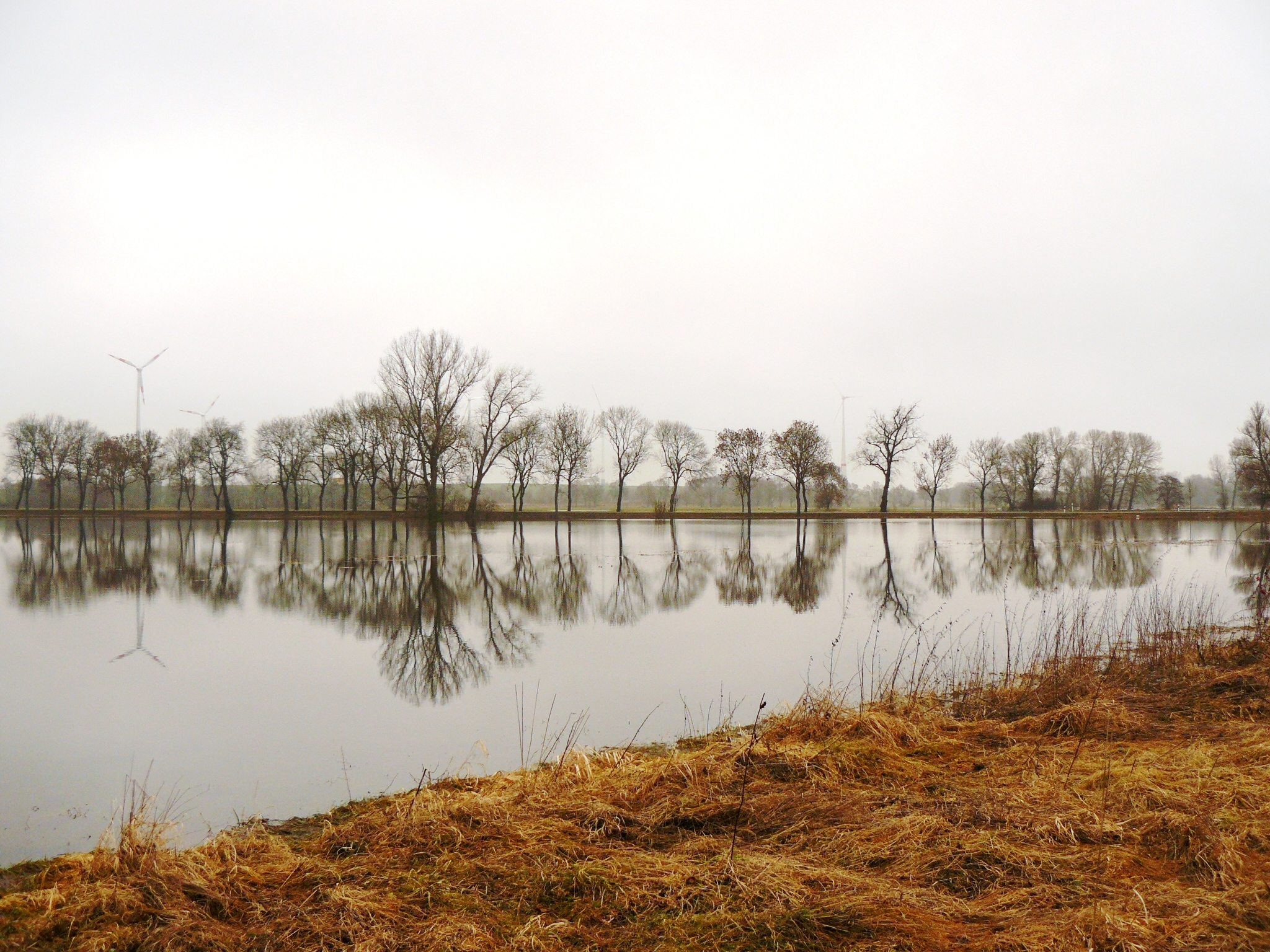
Uecker-Hochwasser bei Nieden 2011

Nieden ist eine Gemeinde im Landkreis Vorpommern-Greifswald im Osten Mecklenburg-Vorpommerns (Deutschland). Sie wird vom Amt Uecker-Randow-Tal mit Sitz in der Stadt Pasewalk verwaltet.

## Geografie
Die Gemeinde Nieden, eine der kleinsten im Landkreis, liegt am flachen Hang einer Endmoräne, die sich in Nord-Süd-Richtung am Ostufer der Uecker hinzieht. Der Ort direkt an der Landesgrenze zu Brandenburg befindet sich etwa auf halbem Weg zwischen den Städten Pasewalk und Prenzlau.
Umgeben wird Nieden von den Nachbargemeinden Rollwitz im Norden und Osten, Göritz im Süden sowie Uckerland im Westen.

## Geschichte
Die urkundliche Ersterwähnung von Nedam datierte auf das Jahr 1121. Bereits seit dem 6. Jahrhundert war Nieden eine wichtige slawische Festung. Nieden wurde immer wieder durch polnische Heere in Mitleidenschaft gezogen. Der Herzog von Pommern ließ ein festes Haus, "dat feste Hus to Nedam", zur Sicherung der Ueckerfurt erbauen. Die Ortschaft hieß 1320 Nedam, im Landbuch Kaiser Karls IV. von 1375 Nydem und schreibt sich heute Nieden. Offenbar bildete jene Feste Nedam (auch Nadam) die alte Burg des Uckerlandes, an deren Stelle nach ihrer Zerstörung Prenzlau und Pasewalk emporkamen.
Als markbrandenburgisches Lehen war es im Besitz derer von Lindstedt und durch Erbgang seit etwa 1600 im Besitz der Herren von Winterfeld. Ursprünglich gehörte das Rittergut Nieden gemeinsam mit den Rittergütern Schmarsow, Damerow, Spiegelberg, Rollwitz und Züsedom einschließlich des jeweiligen Kirchenpatronats zu einem Güterkomplex der Familie von Winterfeld. Die Familie errichtete in Nieden anstelle eines alten Herrenhauses noch in den 1920er Jahren ein historisierendes, völlig aus Feldsteinen bestehendes Schloss mit ansehnlichem Rundturm und glockenähnlicher Turmhaube in einem mehrere Hektare umfassenden Park an dem Flüsschen Uecker. 1945 brannte das Schloss ab. Von der Familie werden die Ländereien bis zum heutigen Tage bewirtschaftet.
Am 25. Juli 1952 wurde Nieden zusammen mit anderen Gemeinden aus dem brandenburgischen, bis 1945 preußischen Landkreis Prenzlau herausgelöst und dem Kreis Pasewalk im Bezirk Neubrandenburg zugeordnet.
In Nieden sind mehrere Vereine ansässig, zum Beispiel der Förderverein für Kirche und Dorf Nieden, der Anglerverein und die Freiwillige Feuerwehr.

## Politik

### Gemeindevertretung
Die Gemeindevertretung Niedens (6 Sitze) setzt sich seit der Kommunalwahl 2019 folgendermaßen zusammen:
- Wählergemeinschaft „Niedener Bürgerschaft“: 6 Sitze

Bürgermeisterin ist seit der Direktwahl 2019 Anja Berger. Sie ist Nachfolgerin von Roswitha Retzlaff.

### Dienstsiegel
Die Gemeinde verfügt über kein amtlich genehmigtes Hoheitszeichen, weder Wappen noch Flagge. Als Dienstsiegel wird das kleine Landessiegel mit dem Wappenbild des Landesteils Vorpommern geführt. Es zeigt einen aufgerichteten Greifen mit aufgeworfenem Schweif und der Umschrift „GEMEINDE NIEDEN * LANDKREIS VORPOMMERN-GREIFSWALD“.

## Sehenswürdigkeiten
- Slawischer Burgwall: Bereits vom 6. bis 12. Jahrhundert wichtiger slawischer Verwaltungssitz. Zur Sicherung der Ueckerfurt hatte sich der herzoglich pommersche Kastellan eine starke Festung „dat feste Hus tu Nedam“ errichtet. Diese Festung Nedam wurde vom polnischen König Boleslaus III. 1121 erobert und zerstört. Das berichtete einer der Viten des Bischofs Otto von Bamberg.
- Evangelische spätromanische Dorfkirche Nieden aus Feldsteinen vom frühen 13. Jahrhundert mit Mansarddach; späterer quadratischer Fachwerkturm mit geschweifter Haube; südl. Anbau; Innen: bemalte Holzdecke, Glocken von 1375, Renaissancealtar von 1618, barocke, hölzerne Kanzel von 1710 mit Winterfeld’schem Wappenschild, Taufschale als Taufengel aus dem 17. Jahrhundert, barockes Gestühl im Kirchenschiff und im Chor, silbernes Abendmahlgeschirr von um 1690, Grüneberg-Orgel auf der Empore. Die Sanierung von 1911 erfolgte nach Plänen von Bruno Taut und dem Maler Franz Mutzenbecher mit expressionistischen Elementen.

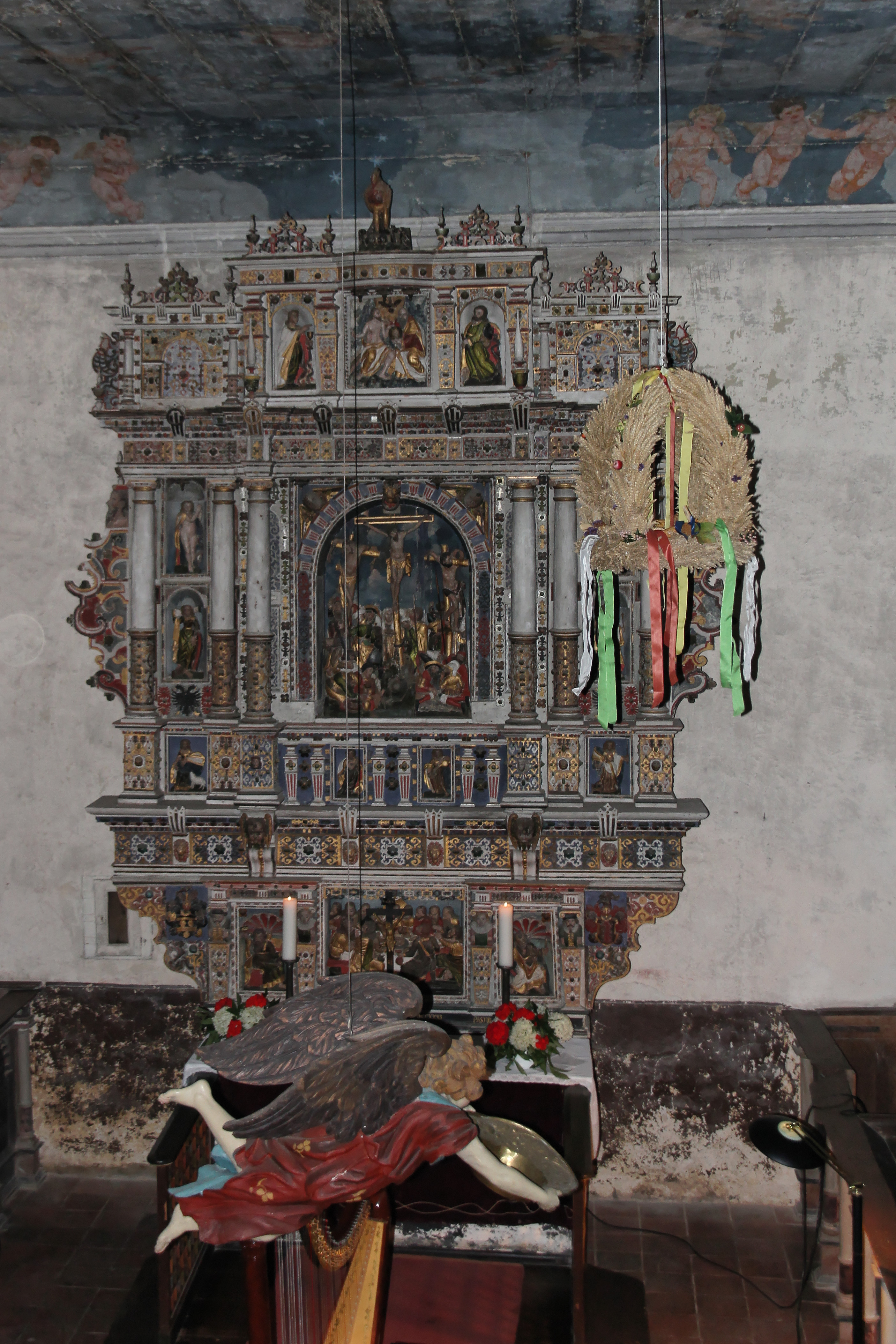
Altar der Dorfkirche
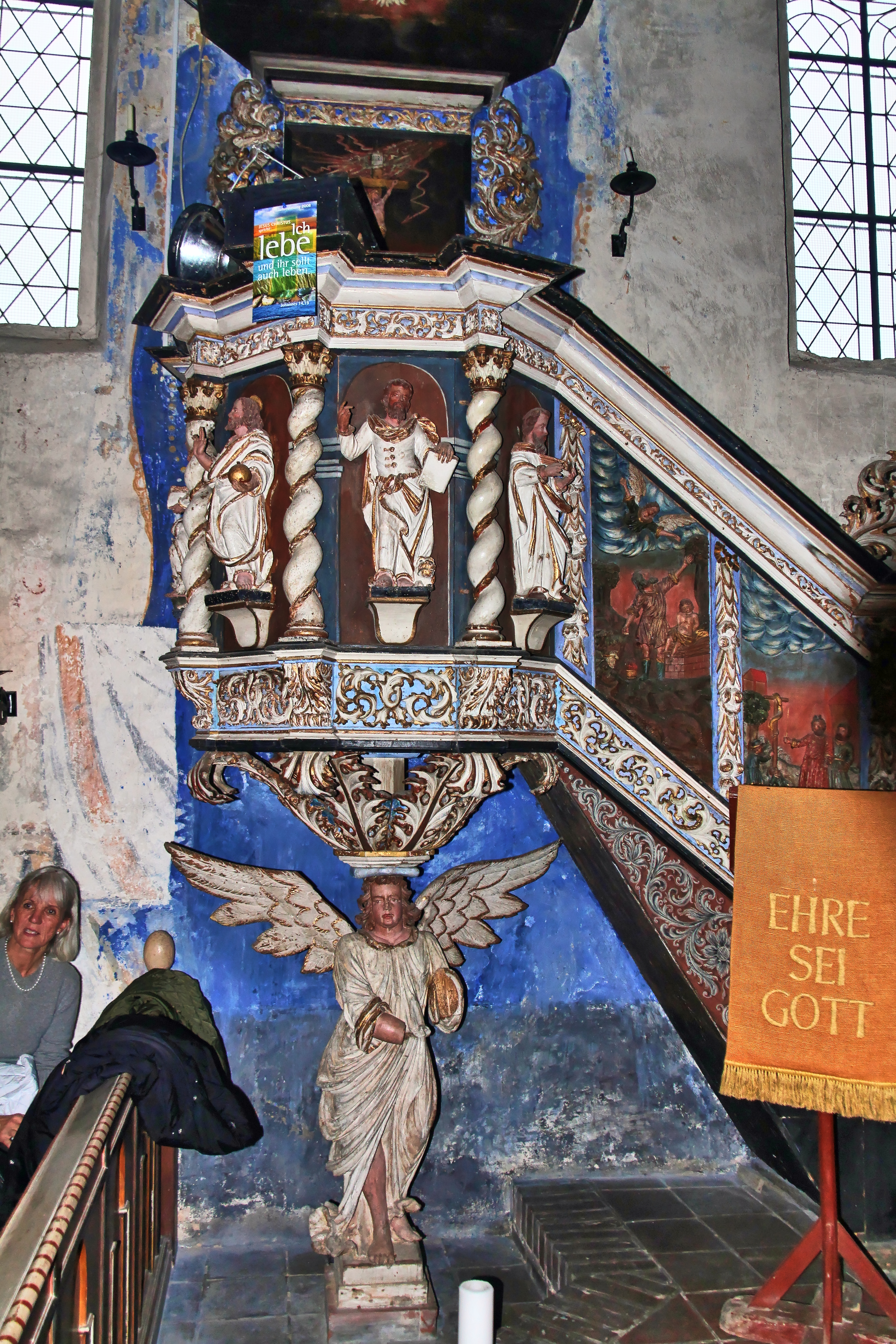
Kanzel der Dorfkirche

## Verkehrsanbindung
Entlang des Ueckertales verlaufen die Bahn- und Straßenverbindungen (B 109) zwischen Pasewalk und Prenzlau. Die Autobahnabfahrt Pasewalk-Süd der A 20 liegt in drei Kilometern Entfernung vom Dorf. Auf der L 322 und der Straße der Freundschaft verläuft der Radfernweg Berlin–Usedom durch Nieden. Der nahe Bahnhof Nechlin (Ortsteil von Uckerland) liegt auf der Westseite der Uecker im brandenburgischen Landkreis Uckermark. In Brandenburg heißt der Fluss Ucker.

## Persönlichkeiten
- Moritz Levin Adolf von Winterfeldt (1744–1819), preußischer Offizier und Literat, Herr auf Nieden und Montig; Verfasser von Schriften zur Mathematik und zur Kindererziehung; unterstützte die Aufklärung seiner Zeit; verfasste eine auch heute noch interessante, verklausulierte Autobiographie teilweise in lateinischer und alt-griechischer Sprache; richtete in Nieden eine umfangreiche Bibliothek ein, die seit langem verschollen ist.